# متحف طيبة للتراث
متحف طيبة للتراث هو متحف خاص للتراث الشعبي، يملكه الشيخ ـ عبد العزيز عمر مكوار. ويقع المتحف في المدينة المنورة في السعودية.

## الموقع
يقع المتحف في أحد طوابق إحدى البنايات التابعة لوقف البركة الخيري والواقعة على شارع أفلح بن سعد ـ المتفرع من شارع / الملك عبد العزيز بالمدينة المنورة.

## المقتنيات
ويضم مجموعة من القطع التراثية المهمة، ويحظى هذا المتحف باهتمام كبير من قبل الشيخ عبد العزيز عمر مكوار . ويوجد بجانب المتحف ـ في نفس الطابق ـ مكتبة كبيرة تضم مجموعة كبيرة من أهم الكتب التاريخية والثقافية . ولقد تم عرض القطع التراثية داخل المتحف بأسلوب رائع وعلمي وذلك من خلال خزانات زجاجية وأضلاع خشبية من النوع القيم صممت على شكل أجنحة صغيرة . وقد قام صاحب المتحف بتوفير الأيدي العاملة التي يحتاجها المتحف من فنيين وإداريين وعمال صيانة ونظافة.